# Cixius nitens
Cixius nitens är en insektsart som beskrevs av Melichar 1914. Cixius nitens ingår i släktet Cixius och familjen kilstritar. Inga underarter finns listade i Catalogue of Life.